# NGC 600
NGC 600 ist eine Balken-Spiralgalaxie mit ausgedehnten Sternentstehungsgebieten vom Hubble-Typ SBd im Sternbild Walfisch südlich der Ekliptik. Sie ist schätzungsweise 84 Millionen Lichtjahre von der Milchstraße entfernt und hat einen Durchmesser von etwa 70.000 Lichtjahren. Sie gilt als Mitglied der acht Galaxien umfassenden NGC 584-Gruppe (LGG 27).
Im selben Himmelsareal befinden sich u. a. die Galaxien NGC 584, NGC 586, NGC 596, NGC 607.
Das Objekt wurde am 10. September 1785 vom deutsch-britischen Astronomen Wilhelm Herschel entdeckt.